# Orthostichopsis latifolia
Orthostichopsis latifolia là một loài rêu trong họ Pterobryaceae. Loài này được Sehnem mô tả khoa học đầu tiên năm 1972.